# チャン・ゴンジェ
チャン・ゴンジェ（漢字表記：張建宰、朝：장건재、1977年11月26日 - ）は、大韓民国の映画監督、映画プロデューサー、脚本家、撮影監督。「第二のホン・サンス」とも「韓国の是枝裕和」とも呼ばれることがある。韓国映画アカデミー19期（撮影専攻）卒業。

## 主な監督作品

### 映画
- 꿈속에서（ko）（2007年）
- 『十八才』（ko） - 회오리바람 （2009年）
- 『眠れぬ夜』（ko） - 잠 못 드는 밤 （2013年）
- 『ひと夏のファンタジア』 - 한여름의 판타지아 （2014年）
- 『月が沈む夜』（ko） - 달이 지는 밤 （2022年） - キム・ジョングァンと共同で監督[5]。
- 『5時から7時までのジュヒ』（ko） - 5시부터 7시까지의 주희 （2022年）
- 『ケナは韓国が嫌いで』 - 한국이 싫어서 （2023年）

### テレビ
- 『怪異』（ko） - 괴이 （2022年）

## 主な出演作品

### 映画
- 『ダイ・バッド 死ぬか、もしくは悪になるか』（ko） - 죽거나 혹은 나쁘거나 （2000年）
- 『あいつの声』 - 그놈 목소리 （2007年）